# John-Michael Liles
John-Michael Liles (Indianapolis, Indiana, SAD, 25. studenog 1980.)  američki je profesionalni hokejaš na ledu koji igra na poziciji braniča. Trenutačno je član Colorado Avalanchea koji se natječe u NHL-u.

## Klupska karijera
Karijeru započinje 1999. godine na Sveučilištu Michigan State, zaigravši u klubu Michigan State Spartans. Tu provodi gotovo četiri cijele sezone odigravši 162 utakmice pri čemu je uspio prikupiti 138 bodova. U tom razdoblju dobiva mnoga priznanja CCHA-a za svoje igre kao što je uvrštenje u prvu momčad sezone te nagrada za najboljeg braniča sa sklonostima napadača. Navedena dostignuća ostvario je u sezonama 2001./02. i 2002/03. Također je bio i finalist za nagradu Hobey Baker.

### Colorado Avalanche (2003. - danas)
Na draftu 2000. godine u 5. krugu kao 159. izbor odabrao ga je Colorado Avalanche. Kraj sezone 2002./03. provodi u podružnici Hershey Bears koja se natjecala u AHL-u te ujedno započinje svoju profesionalnu karijeru. U tom kratkom razdoblju za klub odigrava pet utakmica u regluarnoj sezoni te isto toliko utakmica u doigravanju. Od sezone 2003./04. stalni je član Avalanchea te upisuje prve nastupe u NHL-u. Za vrijeme štrajka u NHL-u, u sezoni 2004./05., ostaje igrački aktivan. Naime, tu sezonu provodi u DEL-u nastupajući za momčad Iserlohn Roosters gdje igra u 17 utakmica. Sljedeće sezone vraća se u Avalanche te nastavlja s redovnim nastupima u NHL-u. Krajem mjeseca lipnja 2008. godine potpisuje novi četverogodišnji ugovor, vrijedan oko 4 milijuna dolara.

## Reprezentacijska karijera
Prve nastupe za reprezentaciju SAD-a upisuje 2004. godine na Svjetskom kupu odigravši tek dvije utakmice. Finska je u polufinalu svladala SAD s 2 : 1. Sljedeće godine dobiva pravu priliku na Svjetskom prvenstvu. Međutim, reprezentacija SAD-a napušta natjecanje u četvrtfinalu gdje je poražena od Češke s 3 : 2. 2006. godine član je reprezentacije na XX. Zimskim olimpijskim igrama održanim u Torinu. Za SAD su opet bili kobni Finci koji su ih porazili u četvrtfinalu s 4 : 3. Na Svjetskom prvenstvu održanom 2009. godine upisuje devet bodova u devet utakmica. SAD je poražen u borbi za treće mjesto, odnosno broncu, od Švedske s 4 : 2.

## Statistika karijere
Bilješka: OU = odigrane utakmice, G = gol, A = asistencija, Bod = bodovi, KM = kaznene minute

### Klub
| 1999./00.       | Michigan State Spartans | CCHA            | 40  | 8  | 20  | 28  | 26  | —  | — | — | — | —  |
| 2000./01.       | Michigan State Spartans | CCHA            | 42  | 7  | 18  | 25  | 28  | —  | — | — | — | —  |
| 2001./02.       | Michigan State Spartans | CCHA            | 41  | 13 | 22  | 35  | 18  | —  | — | — | — | —  |
| 2002./03.       | Michigan State Spartans | CCHA            | 39  | 16 | 34  | 50  | 46  | —  | — | — | — | —  |
| 2002./03.       | Hershey Bears           | AHL             | 5   | 0  | 1   | 1   | 4   | 5  | 0 | 0 | 0 | 2  |
| 2003./04.       | Colorado Avalanche      | NHL             | 79  | 10 | 24  | 34  | 28  | 11 | 0 | 1 | 1 | 4  |
| 2004./05.       | Iserlohn Roosters       | DEL             | 17  | 5  | 6   | 11  | 24  | —  | — | — | — | —  |
| 2005./06.       | Colorado Avalanche      | NHL             | 82  | 14 | 35  | 49  | 44  | 9  | 1 | 2 | 3 | 6  |
| 2006./07.       | Colorado Avalanche      | NHL             | 71  | 14 | 30  | 44  | 44  | —  | — | — | — | —  |
| 2007./08.       | Colorado Avalanche      | NHL             | 81  | 6  | 26  | 32  | 26  | 10 | 2 | 3 | 5 | 2  |
| 2008./09.       | Colorado Avalanche      | NHL             | 75  | 12 | 27  | 39  | 31  | —  | — | — | — | —  |
| Sveukupno - NHL | Sveukupno - NHL         | Sveukupno - NHL | 388 | 56 | 142 | 198 | 153 | 30 | 3 | 6 | 9 | 12 |

### Reprezentacija
| Godina              | Reprezentacija      | Natjecanje          |    | OU | G  | A  | Bod | KM |
| ------------------- | ------------------- | ------------------- | -- | -- | -- | -- | --- | -- |
| 2004.               | SAD                 | SK                  | 2  | 0  | 0  | 0  | 0   |    |
| 2005.               | SAD                 | SP                  | 7  | 0  | 0  | 0  | 0   |    |
| 2006.               | SAD                 | ZOI                 | 6  | 0  | 2  | 2  | 2   |    |
| 2009.               | SAD                 | SP                  | 9  | 1  | 8  | 9  | 2   |    |
| Sveukupno - Seniori | Sveukupno - Seniori | Sveukupno - Seniori | 24 | 1  | 10 | 11 | 4   |    |

## Vanjske poveznice
- Profil na NHL.com
- Profil na The Internet Hockey Database